# Lucie Lachapelle
Pour les articles homonymes, voir Lachapelle.
Lucie Lachapelle est une chanteuse québécoise née le 2 août 1959 à Montréal.

## Biographie
Sa carrière a commencé en 1975 alors qu'elle lance son premier album, Je suis à toi, sur étiquette Kébec-Disque. Elle sort ensuite son deuxième album, Une chance, en 1978, toujours sur étiquette Kébec-Disque. Elle enregistre ensuite, en 1981, cette fois en France sur étiquette Tréma, son troisième album, cette fois acoustique, Lachapelle Acoustique. Trois ans plus tard, de retour au Québec, en 1984, elle sort son quatrième album La source (qui inclut l'extrait de la reprise de la chanson Kiss An Angel Good Mornin' de Charley Pride, Dire à un ange bonne journée) sur étiquette Audiogram. En 1987, paraît son cinquième album, Je te veux, toujours sur étiquette Audiogram.
Elle reprend en 1995 la chanson Fais comme l'oiseau de Michel Fugain. En 1996, MCA Records lance l'album Incontournables avec aussi Compilation qui est également lancé la même année. Ainsi, elle devient en 1998 le pilier de sa nouvelle maison de production, Les Disques de l'Étalon-à-Cheval. Son huitième album, Sur le Inn apparaît en août 1998. En 2001, elle sort son album intitulé Mets ta main sur mes hanches.

## Discographie
- 1975 : Je suis à toi (Kébec-Disque) KD-904
- 1978 : Une chance (Kébec-Disque) KD-953
- 1981 : Lachapelle Acoustique (Tréma) 783851271-3213231-2
- 1984 : La Source (Audiogram) AD-156
- 1987 : Je te veux (Audiogram) ADCD-10005
- 1993 : Lachapelle (MCA Records) MCAMD-10866
- 1995 : Fais comme l'oiseau (MCA Records) MCAMD-11349
- 1996 : Compilation (Les Productions Guy Cloutier) PGC-CD-987
- 1996 : Incontournables (MCA Records) MCAD-81022
- 1998 : Sur le Inn (Les Disques de l'Étalon-à-Cheval) DEC2-2080
- 2001 : Mets tes mains sur mes hanches (Les Disques de l'Étalon-à-Cheval) DEC2-2081